# Бофремон, Жак-Антуан де
Жак-Антуан де Бофремон (фр. Jacques-Antoine de Bauffremont; ок. 1682 — 24 сентября 1710, Эр-сюр-ла-Лис), маркиз де Листене и Клерво — французский генерал, участник войн Людовика XIV.

## Биография
Сын Пьера II де Бофремона, маркиза де Листене и Клерво, и Мари де Барр.
Виконт де Мариньи, сеньор и барон де Монсожон, Дюрн, Шатонёф, Трав, Ранс, и прочее. Великий бальи Аваля и почетный дворянин Дольского парламента.
Поступил на военную службу в 1697 году мушкетером, в кампанию того года служил во Фландрии, а в следующем году в Компьенском лагере. 20 мая 1699 получил под командование драгунский полк своего имени, набранный его дядей. Командовал этим полком в Германии в 1701—1702, затем в 1703 году в Баварии, в войсках маршала Виллара, был при осаде Келя, атаке Штольхоффенских линий, завоевании долины Хорнбурга и первом Гохштедтском сражении. Получил серьезное ранение в бою у Мадертингена на Дунае; едва оправившись, был опасно ранен в бою с Мальборо при обороне Шелленбергских линий под Донаувёртом 2 июля 1704, где отличился вместе с младшим братом.
26 октября 1704 произведен в бригадиры кавалерии, в 1705 году воевал в Мозельской армии; участвовал во взятии Друзенхайма, Лаутербурга и острова Маркизат в 1706 году. В 1707—1708 служил в Рейнской армии, и сражался в 1709 году в битве при Мальплаке, где снова был ранен.
В 1709 году пожалован в рыцари испанского ордена Золотого руна.
29 марта 1710 получил ранг лагерного маршала. Отправившись в Эр, для защиты крепости, осажденной противником, был там убит 24 сентября, обороняя редут Сервуа.

## Семья
Жена (контракт 10.01.1706): Луиза-Франсуаза де Майи, дочь графа Луи I де Майи, лагерного маршала, генерал-полковника драгун, и Мари-Анны-Франсуазы де Сент-Эрмин. Брачный контракт был подписан в Версале, в кабинете герцогини Бургундской, в присутствии короля и принцев королевской фамилии.
Дочь:
- Луиза-Франсуаза де Бофремон (ум. 05.1716)